# Даниил Велешки
Даниил (на гръцки: Δανιήλ) е гръцки духовник от XVII век.

## Биография
Даниил става велешки митрополит на Охридската архиепископия. Заема поста до 1648 година, когато става тивански митрополит. На катедрата в Тива наследява Климент Тивански. Остава на катедрата до 1652 година, когато е наследен от Йезекиил.